# Arthur Hill (1846-1931)
Arthur William Hill (28 juillet 1846 - 13 janvier 1931) est un soldat anglo-irlandais et un homme politique conservateur. Il sert trois fois en tant que contrôleur de la maison entre 1885 et 1898 dans les administrations conservatrices dirigées par Lord Salisbury.

## Biographie
Il est un fils plus jeune d'Arthur Hill (4e marquis de Downshire), de son épouse l'honorable Caroline Frances Stapleton-Cotton, fille du maréchal Stapleton Stapleton-Cotton, 1er vicomte Combermere. Arthur Hill (5e marquis de Downshire), est son frère aîné .
Il sert comme lieutenant dans le 2e Life Guards. Il devient plus tard lieutenant-colonel du 2e régiment d'artillerie de la garnison royale de Middlesex (volontaires) et est nommé colonel honoraire du 5e bataillon de milice du Royal Irish Rifles le 5 avril 1902 .
Il siège en tant que député de Down, puis de West Down, de 1880 (succédant à son oncle Edwin Hill-Trevor (1er baron Trevor)), jusqu'en 1898, date à laquelle il démissionne du Parlement en juin en devenant l'intendant du manoir de Northstead . Il sert auprès de Lord Salisbury en tant que contrôleur de la maison de 1885 à 1886 de 1886 à 1892 et de 1895 à 1898. En 1885, il est admis au Conseil privé. Il occupe de nouveau brièvement le siège du Down West de 1907 à 1908. En plus de sa carrière politique, il est également lieutenant adjoint du comté de Down et juge de paix pour le comté de Down et de Berkshire.

## Famille
Il est marié deux fois. Il épouse d'abord en 1873 Annie Nisida Denham Cookes, fille du lieutenant-colonel George Denham Cookes. Ils ont un fils, Arthur Hill, qui succède à son père en tant que député de West Down en 1898. Lady Arthur Hill décède en janvier 1874, peu de temps après la naissance de son fils unique. Hill épouse sa deuxième épouse, Annie Harrison, fille de James Fortescue Harrison, député de Kilmarnock, en 1877. Ils ont une fille. Hill est décédé en janvier 1931, à l'âge de 84 ans. Lady Arthur Hill est décédée en février 1944 .